# 乔备
乔备（?—?），唐朝同州冯翊人，乔师望之子，乔知之之弟。
乔备以文词知名，有《乔备集》六卷。与弟弟乔侃和张昌宗、李峤、崔湜、阎朝隐、徐彦伯、张说、沈佺期、宋之问、富嘉篸、员半千、薛曜等人参预撰修《三教珠英》一千三百卷，武则天长安年间，在襄阳县令任上去世。